# Specklinia fimbriata
Specklinia fimbriata är en orkidéart som först beskrevs av Oakes Ames och Charles Schweinfurth, och fick sitt nu gällande namn av Rodolfo Solano Gómez. Specklinia fimbriata ingår i släktet Specklinia och familjen orkidéer. Inga underarter finns listade i Catalogue of Life.